# Municipio de Liberty (condado de Osborne)
El municipio de Liberty (en inglés: Liberty Township) es un municipio ubicado en el condado de Osborne en el estado estadounidense de Kansas. En el año 2010 tenía una población de 23 habitantes y una densidad poblacional de 0,25 personas por km².

## Geografía
El municipio de Liberty se encuentra ubicado en las coordenadas 39°11′4″N 98°52′10″O / 39.18444, -98.86944. Según la Oficina del Censo de los Estados Unidos, el municipio tiene una superficie total de 92.95 km², de la cual 92,7 km² corresponden a tierra firme y (0,27 %) 0,25 km² es agua.

## Demografía
Según el censo de 2010, había 23 personas residiendo en el municipio de Liberty. La densidad de población era de 0,25 hab./km². De los 23 habitantes, el municipio de Liberty estaba compuesto por el 86,96 % blancos, el 4,35 % eran asiáticos, el 4,35 % eran de otras razas y el 4,35 % eran de una mezcla de razas. Del total de la población el 4,35 % eran hispanos o latinos de cualquier raza.